# Niederösterreichisches Wappen

Schild des niederösterreichischen Landeswappens

Das Niederösterreichische Wappen, auch Lerchenwappen genannt, ist das Landeswappen von Niederösterreich.

## Beschreibung
Das Wappen Niederösterreichs besteht „aus einem blauen Schild, der eine goldene Mauerkrone mit drei sichtbaren Zinnen trägt und in welchem sich fünf goldene Adler, je zwei gegeneinander und einer nach links gewendet, befinden“.
Die Mauerkrone im Wappen ist ein republikanisches Symbol.

## Geschichte
Der wohl früheste Beleg für das Wappen findet sich an einem Glasfenster des Kreuzganges von Klosterneuburg, das um 1330/35 datiert ist.

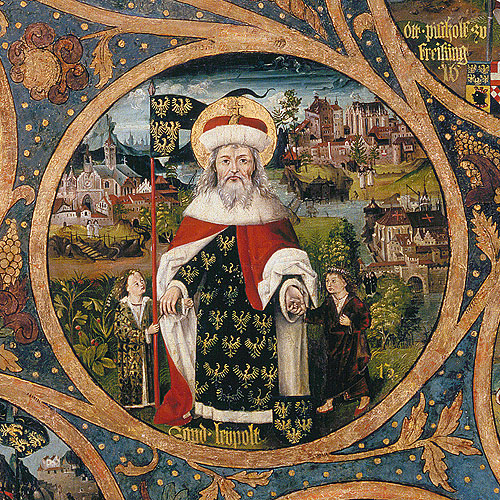
Leopold III. der Heilige, Detail des Babenberger-Stammbaums aus dem 15. Jahrhundert

Zahl wie auch Farbgebung der Wappentiere schwankten anfangs. 
Die Anzahl setzte sich erst zunehmend in der heutigen Anzahl von fünf Vögeln durch und ist vermutlich einer Ästhetik der Anordnung im verfügbaren Platz zu verdanken.

### Österreich: Adlerwappen oder Bindenschild

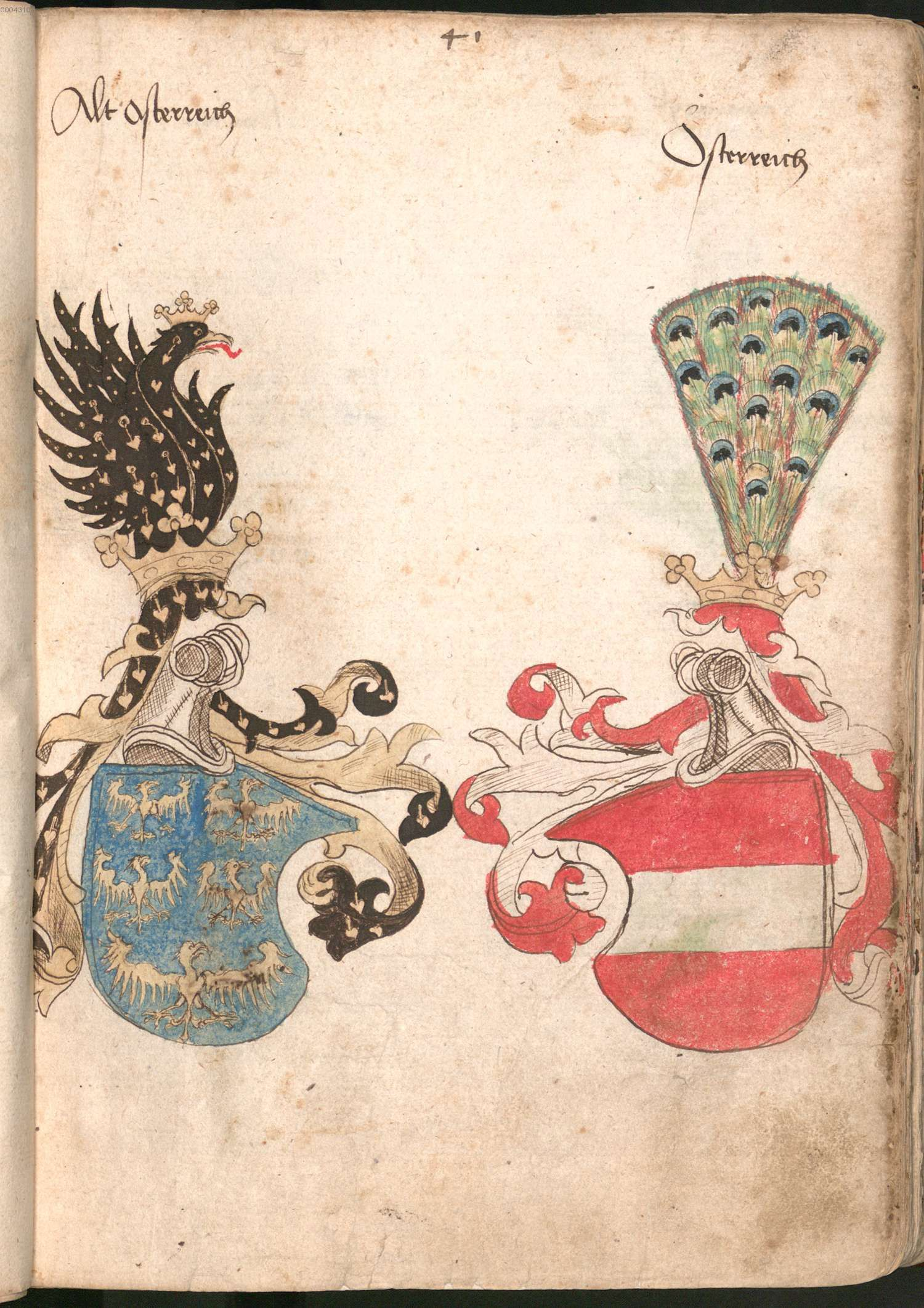
Darstellung von Altösterreich (Adlerwappen) und Neuösterreich (Bindenschild), aus dem Wernigeroder Wappenbuch, 4. Viertel 15. Jh.

Im Verlauf des 14. Jahrhunderts wandelte sich die Bedeutung des Wappens. So wurde das Wappen für Österreich gewechselt: das ursprüngliche Wappen Österreichs verblieb mit dem "alten" Österreich, dem heutigen Niederösterreich, und das  ursprünglich babenbergische Familienwappen, der Bindenschild, wurde zum Wappen für das "neue" Österreich, das heutige Nieder- und Oberösterreich. Der Bindenschild wurde zum gesamtösterreichischen Wappen und das Adlerwappen zum Regionalsymbol. Wann und warum genau dieser Bedeutungswandel stattfand, ist nicht eindeutig geklärt, siehe hierzu Altösterreich und Neuösterreich.
Ab 1804, im Kaiserreich Österreich, wurde das Fünfadlerwappen als Wappen des Erzherzogtums unter der Enns, des heutigen Niederösterreichs, dekretiert und seine Form festgesetzt. Die Vögel blickten alle in ihre rechte Richtung, das Wappen wurde vom Erzherzogshut gekrönt.

### Links vs. Rechts
Bis hin zur ständischen Landesverfassung von 1934, Artikel 9 (1), wurde zur Beschreibung der Ausrichtung des fünften Adlers die bei Blasonierungen übliche heraldische Form, „nach rechts gewendet“, genannt. In der derzeit gültigen Niederösterreichischen Landesverfassung, Artikel 7 (1) hingegen, findet sich die unüblichere volkstümliche Angabe „nach links gewendet“. Entscheidend war die Veränderung der vier oberen Adler als zueinander gewendet.

### Lerchen oder Adler
In früheren Zeiten hielt man die Adler irrtümlich für Lerchen, so dass man auch vom Lerchenwappen spricht. Ab dem 16. Jahrhundert wurde gedeutet, sie ließen sich aus den Feldzeichen der römischen Legio X alaudarum, die in Vindobona stationiert war, ableiten – lateinisch alauda ist die „Lerche“. Diese Deutungen zwischen Adler und Lerche hielten bis in das 18. Jahrhundert an.
Im Stift Klosterneuburg wird ein türkisblaues, mit Vögeln gemustertes Stück Stoff namens Markgrafen-Ornat aus dem 13. Jahrhundert aufbewahrt, wahrscheinlich orientalischen Ursprungs, von dem es heißt, es soll das Vorbild des Lerchenwappens gewesen sein. Die Vögel auf diesem Stoffrest sind aber weder Adler noch Lerchen, sondern paarweise überkreuzte Papageien, sowie Hähnchen und andere kleine Vögel.